# Babay József
Babay József (Nagyatád, 1898. november 29. – Budapest, 1956. június 10.) magyar író, újságíró.

## Élete
1898-ban született a ma Nagyatádhoz tartozó Bodvicában. Szülei szegény földművesek voltak. Apja korai elvesztése után édesanyja és anyai nagyapja nevelte fel. Édesanyja varrónő volt. Az elemi és polgári iskolát Nagyatádon fejezte be, a középiskoláit Csurgón, majd végül a kiskunfélegyházi Tanítóképző Intézetben végezte.
1925-től Budapesten a Magyar Hírlap, a Világ, az Újság, a Magyarság című lapok munkatársa és az Új Idők főmunkatársa volt.

## Drámái
- Veronika (1932)
- Napraforgó (1935)
- Csodatükör (1937)
- Három szegény szabólegény (1938), amely alapján 1982-ben Három szabólegények címmel Katkics Ilona rendezésében tévéfilm készült.
- Furulyaszó (1940)
- Haranghalló János (1940)
- Körtánc (1941)
- Szélből szőtt királyság (1956)[4]

## Regényei
- Istenem, így élünk
- Mi huszonketten
- Vándorlegények
- Kék varázs
- Menekülj a szerelemhez
- Csodaorgona I-II
- Édesanyám
- Rózsafabot
- A szeretet könyve
- A császár parancsára[5]

## Forgatókönyvei
- Áll a bál, 1939
- 5 óra 40, 1939
- Lángok, 1940
- Semmelweiss, 1940
- Rózsafabot, 1940
- Leányvásár, 1942
- Egy szív megáll, 1942
- Pista tekintetes úr, 1942
- Családunk szégyene, 1942
- Üzenet a Volga partról, 1947
- Gábor Diák, 1955[6]

## Emlékezete
Nagyatádon általános iskolát neveztek el róla.